# Simon Sommerfeld
Simon Sommerfeld (* 22. März 1983 in Hamburg) ist ein ehemaliger American-Football-Spieler. Er wurde als Runningback der Kiel Baltic Hurricanes in der Saison 2010 Deutscher Meister im American Football.
Seine Football-Karriere begann er als Jugendspieler bei den Buxtehude Dragons. Von dort ging er in die Jugend der Hamburg Huskies (beziehungsweise Hamburg Eagles). 2009 wurde er von den Kiel Baltic Hurricanes in die German Football League geholt. Er spielte dort wie in Hamburg an der Seite seines Bruders Clemens. 2009 wurden die Sommerfeld-Brüder mit Kiel deutscher Vizemeister und 2010 deutscher Meister. Simon Sommerfeld führte die Kieler im Spieljahr 2009 mit 1005 Yards an, im Meisterjahr 2010 kam er auf 736 Yards sowie acht Touchdowns. Zur Saison 2011 schloss er sich den Hamburg Huskies an, mit denen er fortan in der Regionalliga sowie danach in der zweiten Liga antrat. Während er ab 2014 aus beruflichen Gründen in Norwegen weilte, spielte er dort für den Erstligisten Lura Bulls in Sandnes. Später war er in Norwegen bis Ende November 2017 Cheftrainer der Åsane Seahawks.

## Allgemeines
Simon Sommerfeld wurde in Hamburg geboren und wuchs in Buxtehude auf. Dort besuchte er bis 2002 die Halepaghen-Schule. Danach studierte er in Lüneburg und Edinburgh Wirtschaftswissenschaften mit dem Abschluss Diplom-Ökonom. Während seiner Studienzeit war er Teil der Leistungssportförderung der Leuphana University.